# Rio Jur (condado)
Rio Jur (Nahr Jur) é um condado pertencente ao estado de Bar-El-Gazal Ocidental, no Sudão do Sul. Está localizado ao leste e nordeste do estado. O condado é dividido em 11 localidades. Possui, aproximadamente, uma população de 127000 habitantes, de acordo com o censo de 2008. Tribos dos grupos étnicos dinca e luo são muito comuns na região.